# Cephalodella obesa
Cephalodella obesa är en hjuldjursart som beskrevs av Donner 1949. Cephalodella obesa ingår i släktet Cephalodella och familjen Notommatidae. Inga underarter finns listade i Catalogue of Life.